# 2020 (álbum de Bon Jovi)
2020 es el decimoquinto álbum de estudio de la banda de rock estadounidense Bon Jovi. En un principio estaba fechado para ser lanzado en mayo de 2020, pero debido a la pandemia de COVID-19 se retrasó su salida hasta octubre. Es el único álbum de estudio de Bon Jovi que no consiguió ninguna certificación.

## Historia
Según Jon Bon Jovi, el álbum tratará sobre temas más sociales que los anteriores, con la vista puesta en las elecciones estadounidenses de 2020; en la portada del álbum puede verse al líder de la formación portando unas gafas de sol en las que se ve reflejada la bandera estadounidense. El primer sencillo, «Unbroken», fue editado el 1 de noviembre de 2019 y trata sobre veteranos de guerra con estrés postraumático. El segundo sencillo, «Limitless», vio la luz el 20 de febrero de 2020 y trata de dar un mensaje de optimismo a la clase media trabajadora. En marzo de 2020 Jon anunció que se incluirá un nuevo tema para el álbum, «Do What You Can», compuesta por él mismo durante la cuarentena del coronavirus, y en la que da la posibilidad a los fans de escribir parte de la letra. La canción trata sobre la vida de las personas durante el confinamiento y el lema de la canción reza: «si no puedes hacer lo que haces, haz lo que puedas». El 10 de julio se publicó el tema «American Reckoning», en el que denuncian la muerte del afroamericano George Floyd a manos de la policía. Jon declaró que este álbum ofrece "una visión crítica de este impactante e histórico año" y añadió "Me conmovió escribir 'American Reckoning' como testigo de la historia; creo que el mayor don de un artista es la capacidad de usar su voz para hablar sobre temas que nos emocionan". Tan solo dos semanas después el propio Jon hizo oficial que el nuevo álbum saldría el 2 de octubre y al mismo tiempo publicó el sencillo «Do What You Can». El 25 de agosto se editó el videoclip del sencillo «Do What You Can», dedicado a los «héroes cotidianos que luchan por superar esta pandemia», según rezaba un texto al final del mismo. Este sencillo tuvo una versión a dúo interpretada junto a Jennifer Nettles, una vieja conocida de la banda por haber realizado el dueto de la canción «Who Says You Can't Go Home» en 2005. 2020 fue lanzado el 2 de octubre y tuvo una acogida muy pobre en Estados Unidos; debutó en el puesto #19 de la lista Bilboard 200 y la segunda semana cayó al #145, siendo el peor registro de un álbum de Bon Jovi desde 1985. En Europa la acogida fue algo mejor, sin embargo no logró obtener el primer puesto en ninguna lista mundial, algo que no ocurría con un álbum de estudio de Bon Jovi desde 1985.

## Lista de canciones
| N.º   | Título               | Escritor(es)                            | Duración |  |
| 1.    | «Limitless»          | Jon Bon Jovi, John Shanks, Billy Falcon | 3:42     |  |
| 2.    | «Do What You Can»    | Jon Bon Jovi                            | 4:20     |  |
| 3.    | «American Reckoning» | Jon Bon Jovi                            | 4:42     |  |
| 4.    | «Beautiful Drug»     | Jon Bon Jovi, John Shanks, Billy Falcon | 3:48     |  |
| 5.    | «Story Of Love»      | Jon Bon Jovi                            | 5:50     |  |
| 6.    | «Let It Rain»        | Jon Bon Jovi                            | 4:39     |  |
| 7.    | «Lower The Flag»     | Jon Bon Jovi                            | 4:55     |  |
| 8.    | «Blood In The Water» | Jon Bon Jovi                            | 6:00     |  |
| 9.    | «Brothers in Arms»   | Jon Bon Jovi                            | 4:13     |  |
| 10.   | «Unbroken»           | Jon Bon Jovi                            | 6:07     |  |
| 48:08 |                      |                                         |          |  |

| Edición de lujo (solo por streaming) |                                          |                                         |          |  |
| N.º                                  | Título                                   | Escritor(es)                            | Duración |  |
| 11.                                  | «Do What You Can» (con Jennifer Nettles) | Jon Bon Jovi                            | 4:12     |  |
| 12.                                  | «Luv Can»                                | Jon Bon Jovi, Billy Falcon              | 5:25     |  |
| 13.                                  | «Shine»                                  | Jon Bon Jovi, John Shanks, Billy Falcon | 5:57     |  |
| 59:30                                |                                          |                                         |          |  |

## Posicionamiento en listas
| Lista (2020)                               | Posición |
| ------------------------------------------ | -------- |
| Alemania (Offizielle Top 100)              | 3        |
| Australia (ARIA)                           | 3        |
| Austria (Ö3 Austria Top 40)                | 2        |
| Bélgica (Ultratop Flandes)                 | 6        |
| Bélgica (Ultratop Valonia)                 | 17       |
| Canadá (Billboard)                         | 19       |
| España (PROMUSICAE)                        | 2        |
| Estados Unidos (Billboard 200)             | 19       |
| Estados Unidos (Billboard Top Rock Albums) | 3        |
| Finlandia (SVL)                            | 24       |
| Francia (SNEP)                             | 63       |
| Hungría (MAHASZ)                           | 12       |
| Irlanda (Irish Albums Chart)               | 16       |
| Italia (FIMI)                              | 11       |
| Japón (Oricon Albums Chart)                | 8        |
| Países Bajos (Dutch Charts)                | 20       |
| Polonia (ZPAV)                             | 19       |
| Portugal (AFP)                             | 6        |
| Reino Unido (UK Albums Chart)              | 5        |
| República Checa (IFPI)                     | 31       |
| Suecia (Sverigetopplistan)                 | 28       |
| Suiza (Schweizer Hitparade)                | 3        |

| Lista (2020)                | Posición |
| --------------------------- | -------- |
| Austria (Ö3 Austria)        | 53       |
| Suiza (Schweizer Hitparade) | 65       |

## Ventas y certificaciones

### Ventas
| Semana                       | Posicionamiento mundial | Ventas mundiales |
| ---------------------------- | ----------------------- | ---------------- |
| 1ª (del 10 al 17 de octubre) | 8                       | 68 000           |
| Total                        | Total                   | -                |

- Descenso considerable (5 puestos o más).
- Sin variación.
- Ascenso.